# Rio Cârlibaba
O Rio Cârlibaba é um rio da Romênia, afluente do Bistriţa, localizado no distrito de Suceava.